# Mickey Kuhn
Pour les articles homonymes, voir Kuhn.
Theodore Matthew Michael Kuhn Jr., dit Mickey Kuhn, né le 21 septembre 1932 à Waukegan (Illinois) et mort le 20 novembre 2022 à Naples (Floride), est un acteur américain.

## Biographie
Mickey Kuhn débute enfant au cinéma, apparaissant à moins de deux ans dans Premier Amour de John G. Blystone (avec Janet Gaynor et Charles Farrell), sorti en 1934.
Suivent notamment Autant en emporte le vent de Victor Fleming, George Cukor et Sam Wood (1939, avec Clark Gable et Vivien Leigh), L'Emprise du crime de Lewis Milestone (1946, où il tient enfant le rôle repris adulte par Kirk Douglas), le western La Rivière rouge d'Howard Hawks (1948, où il est cette fois le jeune Matthew, personnifié adulte par Montgomery Clift) et Un tramway nommé Désir d'Elia Kazan (1951, avec Vivien Leigh et Marlon Brando).
Le dernier de ses trente-et-un films américains, à 23 ans, est Brisants humains de Joseph Pevney (avec Jeff Chandler et George Nader), sorti en 1956.
Après sa seule prestation à la télévision, dans trois épisodes de la série Alfred Hitchcock présente, diffusés en 1957, il se retire définitivement de l'écran.

## Filmographie

### Cinéma (sélection)
- 1934 : Premier Amour (Change of Heart) de John G. Blystone : le bébé adopté
- 1939 : Juarez de William Dieterle : Augustin Iturbide
- 1939 : Autant en emporte le vent (Gone with the Wind) de Victor Fleming, George Cukor et Sam Wood : Beau Wilkes
- 1939 : Veillée d'amour (When Tomorrow Comes) de John M. Stahl : un enfant
- 1939 : Hommes sans loi (King of the Underworld) de Lewis Seiler
- 1941 : One Foot in Heaven d'Irving Rapper : un enfant
- 1945 : Dick Tracy de William Berke : Junior
- 1945 : Le Lys de Brooklyn (A Tree Grows in Brooklyn) d'Elia Kazan : un enfant à la pose d'arbre de Noël
- 1945 : Roughly Speaking de Michael Curtiz
- 1946 : L'Emprise du crime (The Strange Love of Martha Ivers) de Lewis Milestone : Walter O'Neil enfant
- 1947 : La Cité magique (Magic Town) de William A. Wellman : Hank Nickleby
- 1948 : La Rivière rouge d'Howard Hawks : Matthew Garth enfant
- 1949 : La Scène du crime (Scene of the Crime) de Roy Rowland : Ed Monigan Jr.
- 1950 : La Flèche brisée (Broken Arrow) de Delmer Daves : Bob Slade
- 1951 : Bon sang ne peut mentir (That's My Boy) d'Hal Walker : un étudiant
- 1951 : Un tramway nommé Désir (A Streetcar Named Desire) d'Elia Kazan : un marin
- 1955 : La Charge des tuniques bleues (The Last Frontier) d'Anthony Mann : Luke, une sentinelle
- 1956 : Brisants humains (Away All Boats) de Joseph Pevney : un marin

### Télévision (intégrale)
- 1957 : Série Alfred Hitchcock présente, saison 2, épisode 22 The End of Indian Summer (Bellhop) de Robert Stevens, épisode 23 One for the Road (Ellerbee) de Robert Stevens, et épisode 29 Vicious Circle (rôle non spécifié) de Paul Henreid